# Acid abscisic
Acidul abscisic este un hormon vegetal. Funcționează la plante fiind implicat în procesele de dezvoltare, controlul mărimii organelor și închiderea stomatelor. Este important și în răspunsul la factori de stres din mediu, inclusiv secetă, salinitatea solului, toleranță la frig și îngheț, la căldură și la prezența ionilor metalelor grele.